# Sesfontein
Sesfontein (7 300 abitanti circa) è una città della Namibia nordoccidentale. Si trova nella regione di Kunene, in una valle nei pressi del fiume Hoanib, al limitare meridionale del Kaokoland. Il nome "sesfontein" significa "sei sorgenti". Nei pressi di Sesfontein si trovano diverse comunità di Himba e il celebre sito di dipinti rupestri di Sosos.

## Storia
Il primo insediamento a Sesfontein venne fondato dall'amministrazione coloniale tedesca, che nel 1896 ordinò la costruzione di un fortino in un punto strategico per il controllo della valle. Il forte fu abbandonato nel 1914; le sue rovine sono diventate un'attrazione turistica e, recentemente, sono state ristrutturate e trasformate in un lodge.

## Infrastrutture e trasporti
Sesfontein è collegata da strade sterrate (generalmente in buone condizioni) a Khorixas e a Kamanjab.